# Maserati Ghibli (2013)
La Maserati Ghibli (codice interno M157) è un'autovettura prodotta dalla casa automobilistica italiana Maserati dal 2013 al 2023.
Si tratta di una berlina a 4 porte di lusso ad alte prestazioni che va a collocarsi al di sotto del modello Quattroporte. Viene presentata nell'aprile 2013 al salone dell'automobile di Shanghai, anticipata da immagini in anteprima trapelate nella rete qualche giorno prima. È stata prodotta dal 2013 al 2021 presso lo stabilimento di Grugliasco (precedentemente di proprietà della carrozzeria Bertone e rilevato nell'estate 2009 dal gruppo Fiat) e dal 2021 nell'impianto Stellantis di Fiat Mirafiori.

## Contesto
Il nome riprende quello di una coupé a 2 porte prodotta in due serie: la prima dal 1967 al 1973, a 2 posti e la seconda dal 1992 al 1996, a 4 posti; a differenza delle precedenti, l'attuale è una berlina a 4 porte con abitabilità per 5 persone. L'anello di congiunzione fra questo modello e la storia del nome "Ghibli" è la Maserati Biturbo, che nella variante a 4 porte può essere considerata l'antenata di questo nuovo modello. Anch'essa con lo schema classico di una gran turismo: motore anteriore e trazione posteriore, la Biturbo venne sostituita proprio dalla Ghibli del '92, che non ebbe però la variante a 4 porte. La vettura è destinata a inserire e rafforzare il marchio Maserati nei "nuovi" mercati emergenti, in particolar modo quello asiatico, oltre a colmare il vuoto che l'offerta dell'industria automobilistica italiana aveva lasciato nel segmento E. Per assecondare le esigenze del mercato europeo, sono state previste motorizzazioni Diesel ad alte prestazioni, novità assoluta per il marchio modenese.

## Descrizione

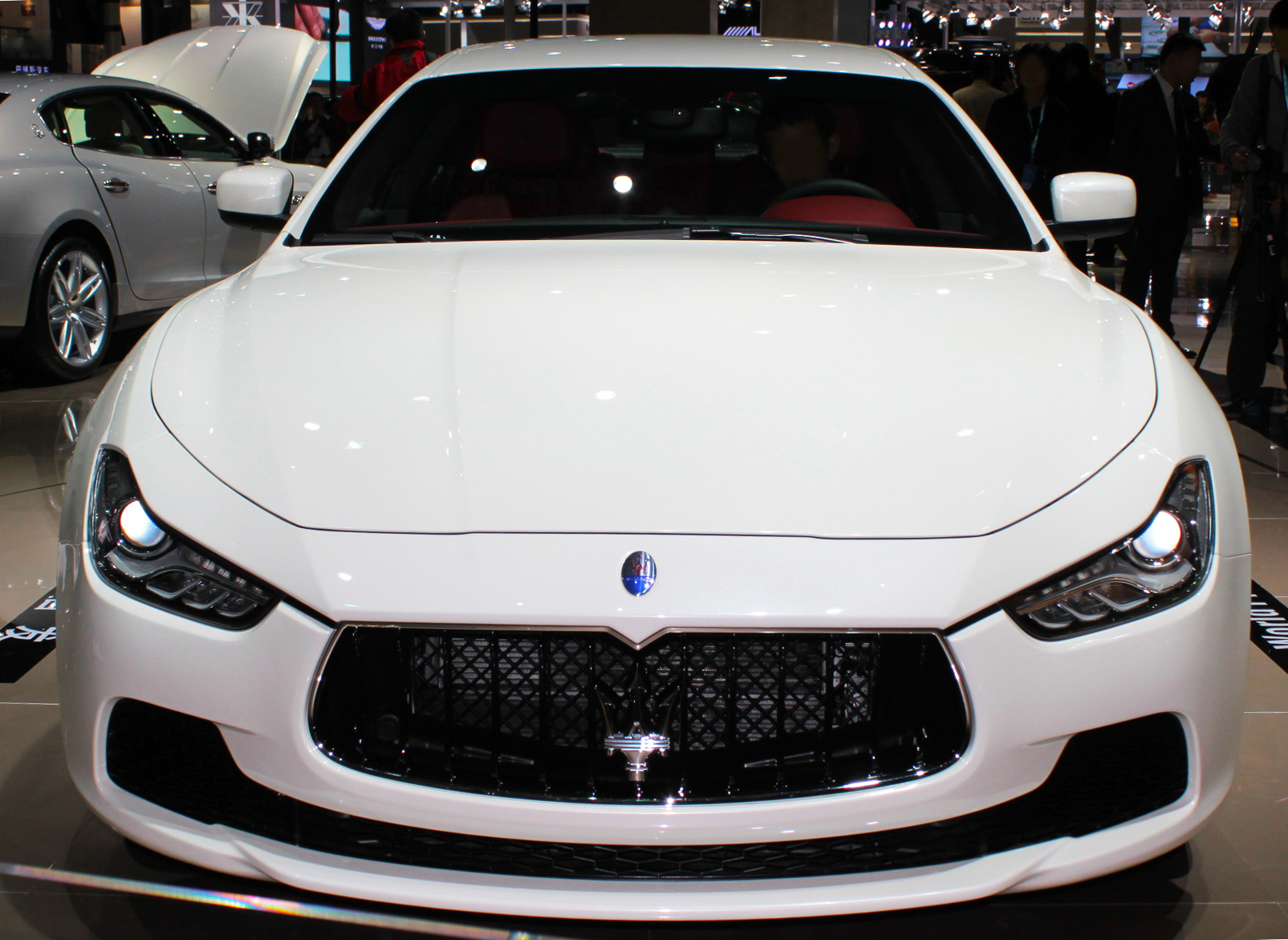
Dettaglio anteriore della mascherina frontale della Ghibli

### Estetica
Sul piano estetico (stile, scelta dei volumi ed ergonomia), globalmente, la vettura risulta più aggressiva della sorella Quattroporte da cui deriva; il corpo vettura è più compatto e vicino a una vettura gran turismo, con uno sbalzo posteriore contenuto e un passo notevolmente più corto (seppur di quasi tre metri) dell'ammiraglia della casa del tridente. Le proporzioni sono molto più simili alla precedente generazione della Quattroporte; il padiglione molto arretrato, lascia molto spazio al cofano anteriore e termina quindi in un terzo volume: pieno ma dallo sbalzo contenuto.
Anche lo stile è più aggressivo, così come il carattere degli interni, impreziositi più dall'eleganza e dalla qualità dei materiali che dalla morbidezza delle linee, che sono nette e sportive. La Ghibli, quindi, è caratterizzata da una personalità, e da un'estetica a cavallo fra le due vetture di punta della casa modenese, la GranTurismo e la Quattroporte.

### Stile

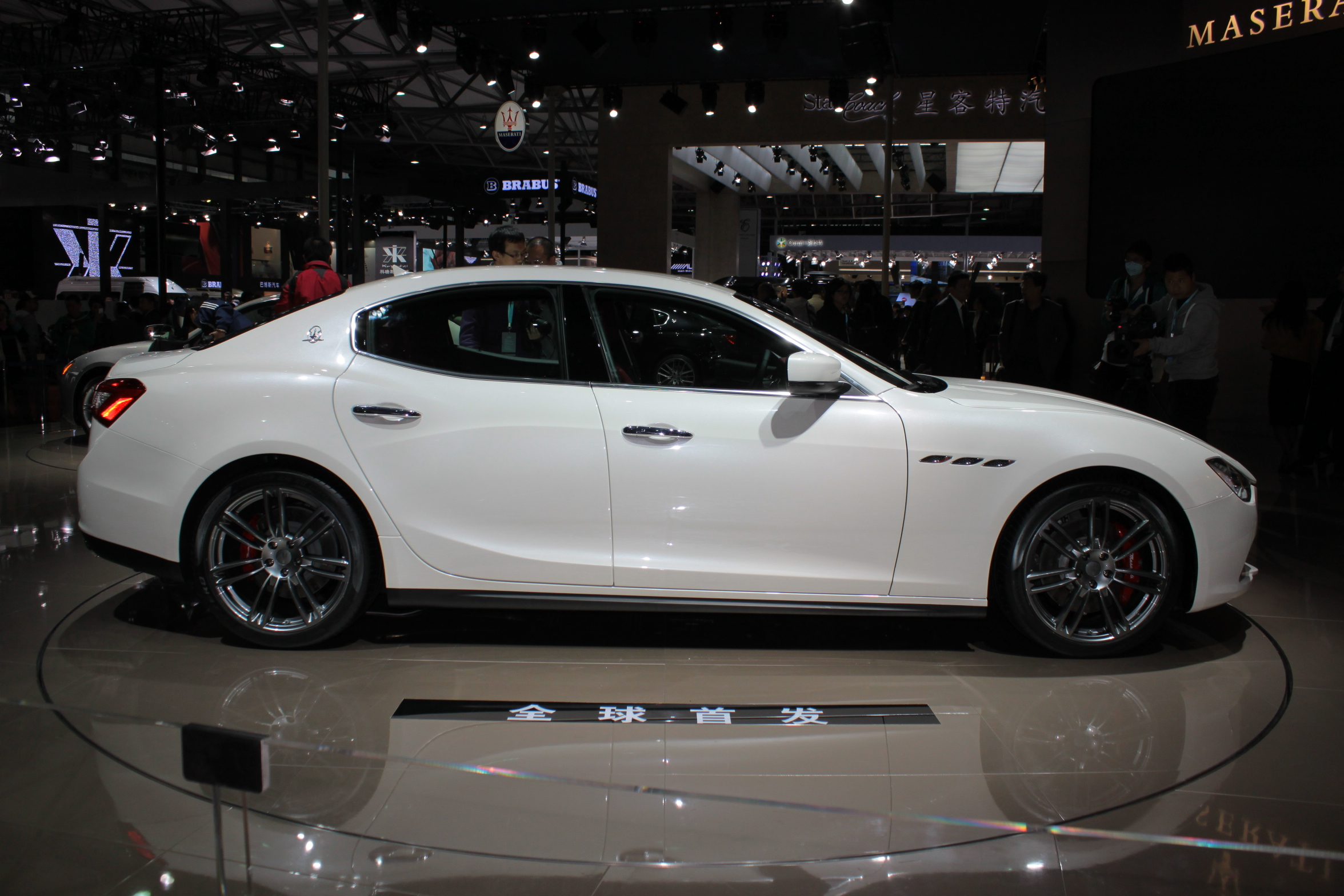
Vista laterale

Stilisticamente, gran parte dei particolari caratterizzanti sono derivati da un concept presentato dalla Maserati nel 2011: la Maserati Kubang. Dal concept, infatti, la Ghibli prende quasi tutti i tratti distintivi degli esterni. Il frontale è caratterizzato da due sottili gruppi ottici disposti orizzontalmente accompagnati da un elemento di continuità che li lega direttamente alla calandra, di forma trapezoidale con griglia a listelli fini verticali, convessi. Anche il disegno interno del faro è ispirato al concetto stilistico della Kubang, un fascio di luce avvolge il proiettore anteriore e sovrasta degli elementi che spezzano le luci di posizione in più punti. Nel posteriore i richiami sono meno evidenti ma ben visibili nel sistema d'illuminazione a lama di falce delimitati da una marcata linea che separa il faro dalla fiancata e raccorda quest'ultima al paraurti posteriore, medesima soluzione, anche se più netta, presente sulla Kubang.
Non mancano i tratti distintivi della casa modenese, come il tridente al centro dell'imponente presa d'aria frontale, le tre feritoie sopra il passaruota anteriore e il montante posteriore triangolare contenente il marchio della casa. Il team di designer che si è occupato del progetto ha dichiarato che forte fonte d'ispirazione generale è stata la Maserati A6GCS/53 degli anni '50, tuttavia sono evidenti le influenze del nuovo percorso stilistico del marchio.

### Interni

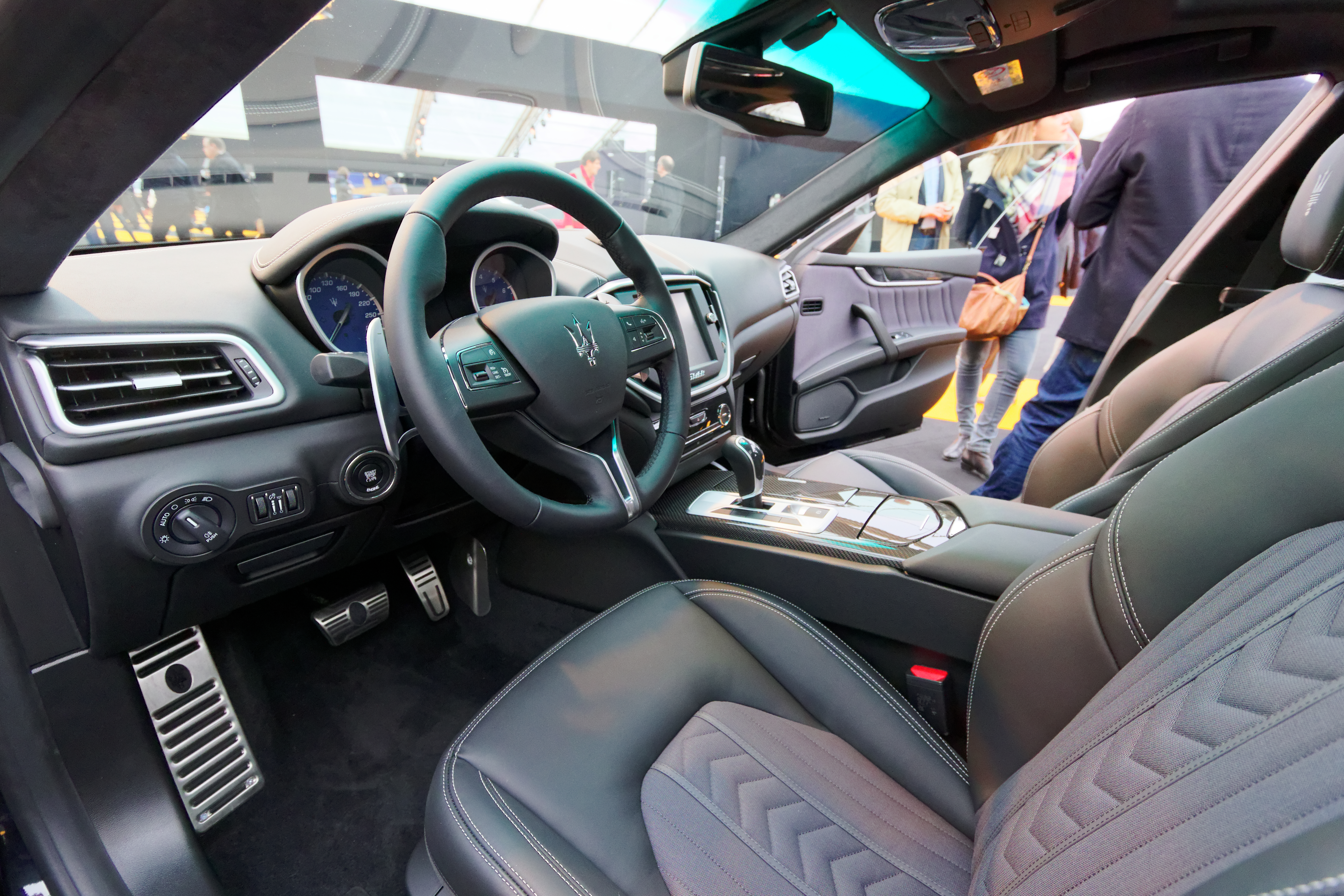
Abitacolo di una Ghibli in versione Ermenegildo Zegna Edition del 2016

La plancia, che punta su un contrasto bicromatico, è di carattere sportivo: con linee nette e superfici pulite, nonostante vi sia fluidità e avvolgimento, dato anche dai pannelli laterali che confluiscono al centro, richiama più la coupé di casa Maserati, anziché l'ammiraglia; da questa prende il comfort e alcuni richiami estetici. La strumentazione è disposta su tre livelli, e gran parte contenuta da un grande schermo centrale tattile di grandi dimensioni: 8,4''. Sotto di esso i comandi clima e nel tunnel la strumentazione dedicata al comportamento di guida e alla trazione.

### Sicurezza
La Ghibli ha ottenuto cinque stelle al crash test Euro NCAP, con un punteggio del 95% (34 punti) per la sicurezza nei confronti degli occupanti adulti; 79% (39 punti) per la sicurezza nei confronti degli occupanti bambini; 74% (27 punti) per la sicurezza nei confronti dei pedoni. La vettura ha inoltre ottenuto un punteggio 81% per quanto riguarda la sicurezza attiva., e il Top Safety Pick nei crash test condotti dall'ente statunitense IIHS. Il punteggio della sicurezza attiva del veicolo è particolarmente elevato, combinato all'introduzione d'innovativi sistemi elettronici di sicurezza che esordiscono di fatto con questo modello; per tale motivi la vettura è stata scelta dall'EuroNCAP come testimonial per spiegare i passi effettuati in campo automobilistico dalle diverse case europee, passi in avanti ottenuti grazie anche agli impegni dell'EuroNCAP stesso. La Maserati Ghibli è stata dichiarata dall'Euro NCAP l'auto più sicura del 2013 nella categoria "Berline di lusso". Dal 2017 sono disponibili tutti i più recenti sistemi di assistenza alla guida avanzata (ADAS), che permettono alla berlina del marchio modenese di gestire, in modo parzialmente autonomo, acceleratore, freni e sterzo nei tratti di strada con segnaletica orizzontale (guida autonoma di livello 2). È comunque richiesta l'attenzione del conducente, il quale deve mantenere le mani sul volante affinché il sistema, denominato Highway Assist, possa funzionare. Altri sistemi di ausilio alla guida prevedono il monitoraggio dell'angolo cieco attivo (Active BSM) e il sistema di riconoscimento della segnaletica stradale (TSR)

## Tecnica e meccanica

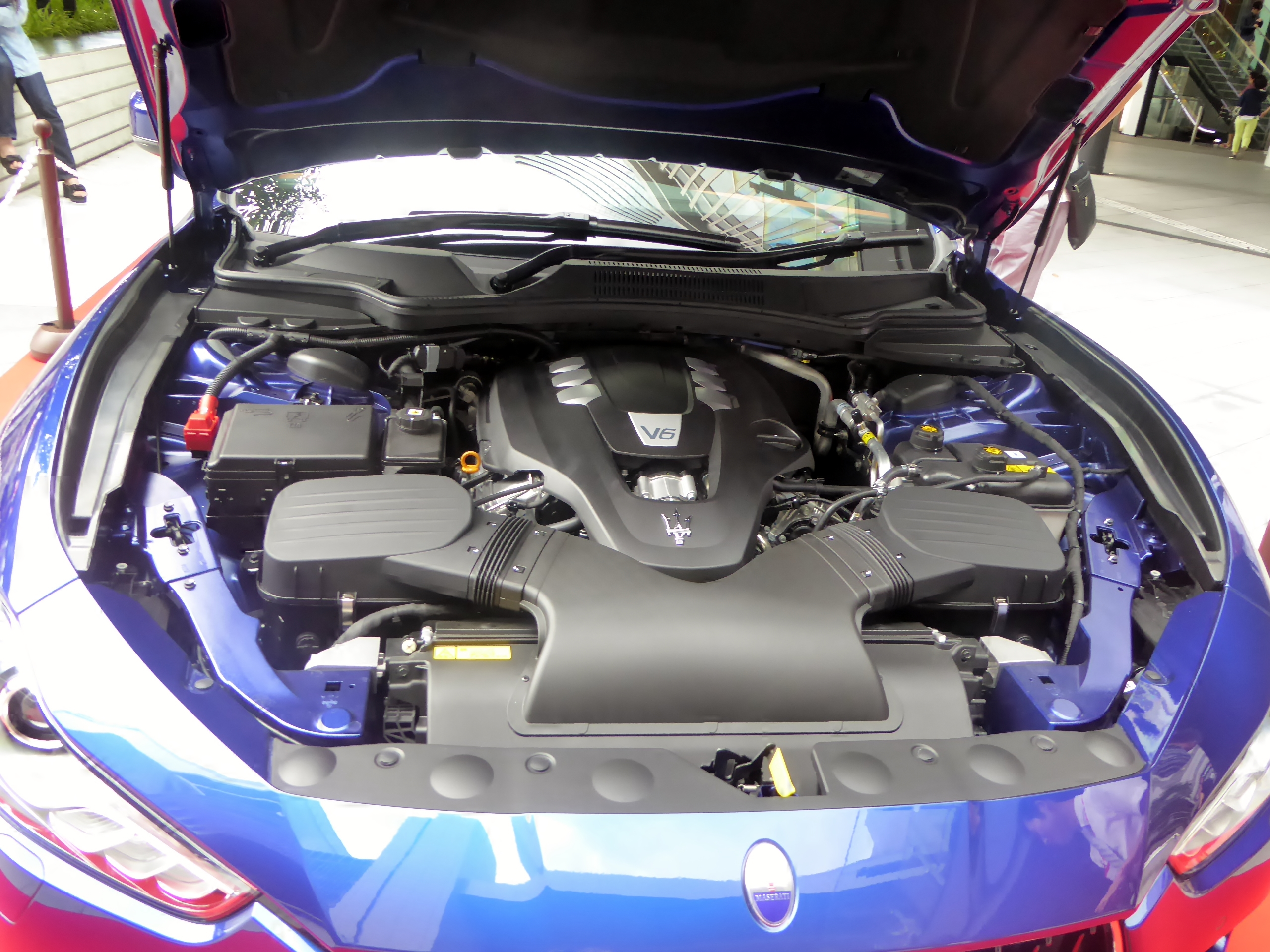
Motore V6 di una Maserati Ghibli

La Maserati Ghibli viene realizzata su un telaio inedito denominato pianale Maserati M156, versione con passo accorciato del telaio della Quattroporte dello stesso anno; rispetto a quest'ultima la Maserati Ghibli risulta più corta, mentre la larghezza è rimasta invariata. La Ghibli condivide con la Quattroporte anche un motore, il benzina V6 (2979 cm³ 6 cilindri disposti a V con angolo di 60°, biturbo a iniezione diretta, interamente in alluminio) da 410 CV (300 kW) e da 330 CV (240 kW). Il motore è stato progettato congiuntamente dai tecnici Ferrari e Maserati e viene assemblato dalla Ferrari stessa a Maranello, che provvede anche a produrre (sempre a Maranello nella propria fonderia interna) le testate dei motori, che sono di fatto la parte più delicata.
Il blocco motore del V6 benzina invece viene prodotto, sotto licenza e supervisione Ferrari, in una fabbrica statunitense del gruppo FCA, ubicata nei pressi di Detroit. La Ghibli è anche la prima vettura nella storia della Maserati ad adottare un motore a gasolio. Si tratta di un motore 3.0 V6 turbo con tecnologia MultiJet II di 2987 cm³. Questo motore deriva dalle unità VM 3.0 24v ed è stato appositamente studiato per la Ghibli dalla divisione motori della Maserati sotto la supervisione di Paolo Martinelli, al fine di raggiungere una potenza massima di 275 cavalli vapore (202 kW). Lo sviluppo è avvenuto insieme alla VM Motori/FPT. Per questo motore è stata completamente ri-progettata la testata che viene prodotta ad Atella (PZ) dalla CMD - Costruzioni Motori Diesel, un'azienda italiana specializzata proprio in progettazione e produzione di motori alimentati a gasolio.
Il sistema di sovralimentazione è basato su una turbina a geometria variabile inedita per questo motore, necessaria per aumentarne le prestazioni e ridurre il rumore di combustione. In Italia, a causa della normativa "superbollo" il motore sarà disponibile anche nella versione depotenziata a 250 CV, anch'essa inedita e dotata del medesimo sistema di sovralimentazione.
Tutti i motori sono abbinati a un cambio automatico ZF a 8 rapporti dotato della possibilità di selezione manuale delle marce (detta anche "funzione sequenziale"). La trazione è posteriore oppure integrale (denominata Q4, similmente a quanto avviene nei medesimi casi su alcuni modelli Alfa Romeo). La trazione integrale è abbinata unicamente al 3.0 litri benzina da 410 CV. Il bagagliaio ha una capienza di 500 litri.

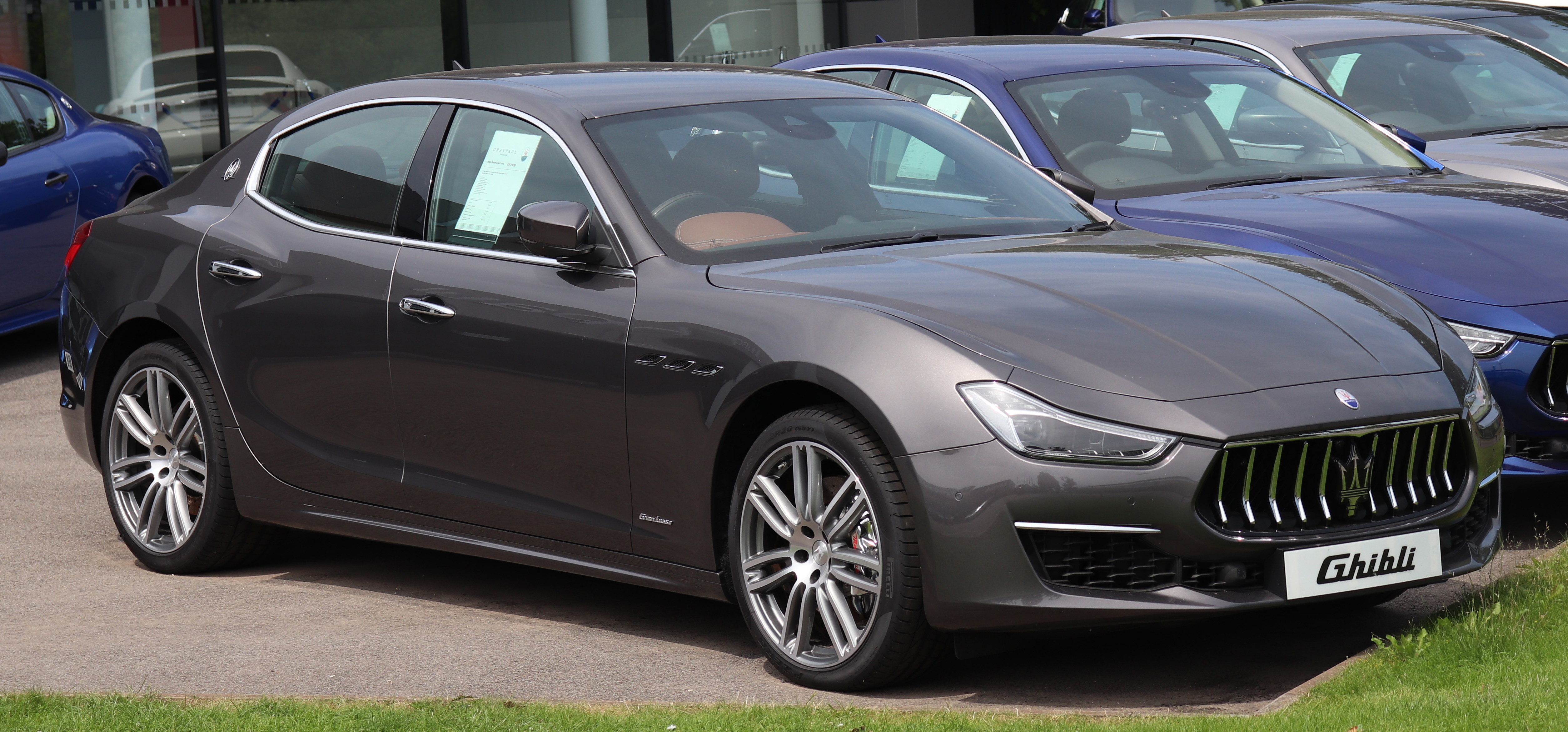
Ghibli del 2018

## Evoluzione
Nel 2016 c'è un adeguamento di tutti i propulsori alle normative Euro 6, con adozione del sistema start e stop sui motori a benzina e dell'AdBlue su quelli diesel.

### Restyling 2017
Nel 2017 la vettura subisce un aggiornamento che ha introdotto dispositivi tecnologici più avanzati come il nuovo sistema multimediale da 8,4" e un pacchetto opzionale di sistemi di assistenza alla guida, quali il cruise control adattivo, l'avvertimento di abbandono della corsia e il controllo dell'angolo cieco. Inoltre debuttano i fari anteriori Matrix LED. Il motore benzina V6 nella sua variante meno potente, viene portato a 350 CV (257 kW).
Nel 2018 vengono apportati miglioramenti sul V6 più performante che ne portano la potenza massima a 430 CV (316 kW) sia per la Ghibli S che per la Ghibli S Q4. L'adozione dello servosterzo elettrico permette ora di integrare sistemi attivi di assistenza alla guida che possono correggere la traiettoria del veicolo (ADAS di secondo livello). Vengono introdotti gli allestimenti GranLusso e GranSport, disponibili su tutte le motorizzazioni, e i fari full-led adattivi di serie. Vengono presentati a luglio 2018, in occasione del Festival Of Speed di Goodwood, nuove tinte esterne e inediti disegni per i cerchi in lega, sedili in pelle Pieno Fiore opzionali, oltre ad alcune componenti interne ridisegnate per garantire maggiore ergonomia. I motori sono stati adeguati alla normativa Euro 6C.

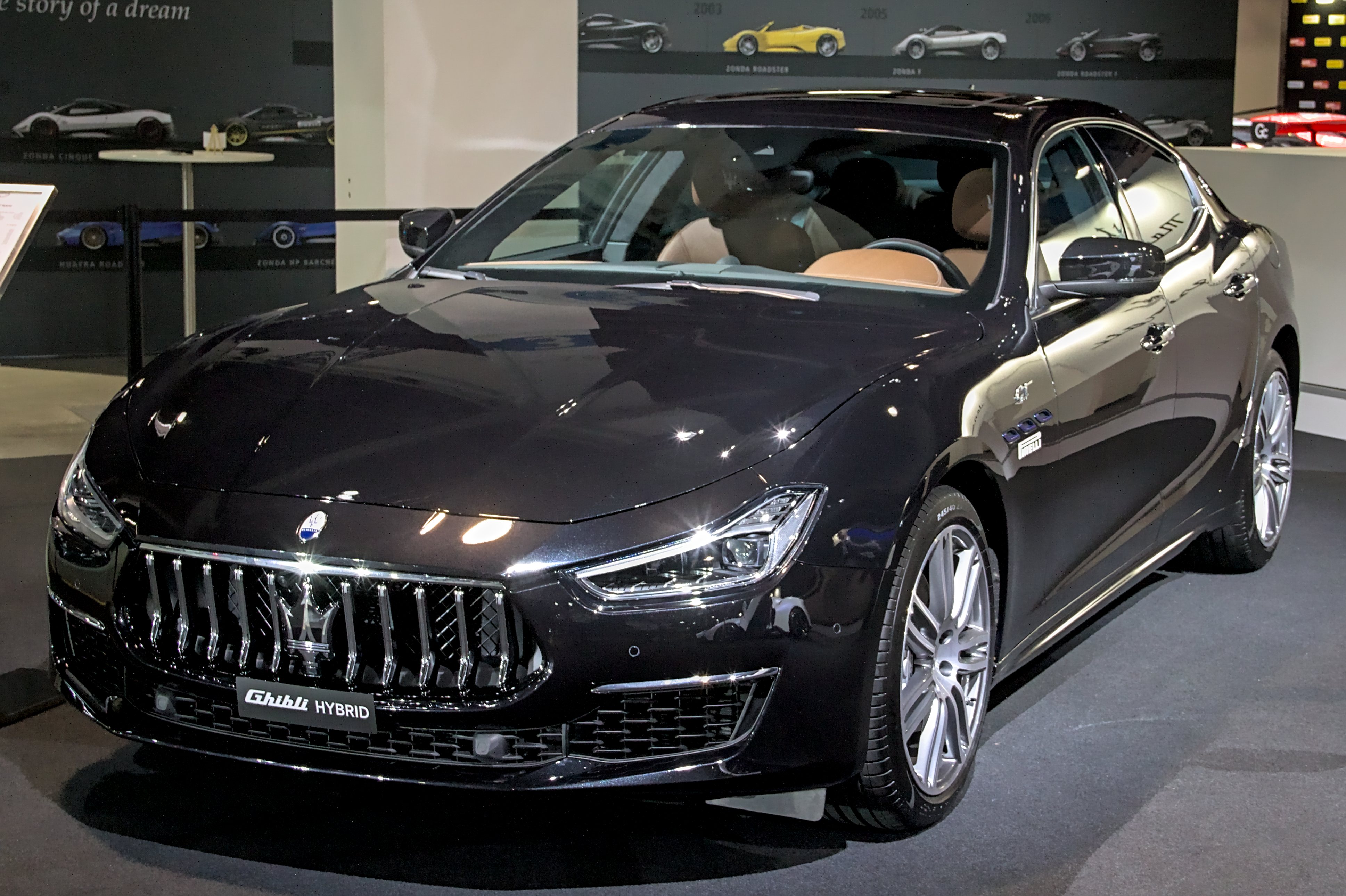
Ghibli del 2020

### Restyling 2020
Il 16 luglio 2020 è stata presentata online il restyling della Ghibli e insieme a un aggiornamento della gamma motori con introduzione di una versione ibrida. Tutta la gamma adotta un nuovo sistema multimediale da 10,1", il quadro strumenti digitale dotato di servizi Maserati Connect e nuovi sistemi ADAS di assistenza alla guida. Esteticamente cambiano alcuni dettagli, tra cui le grafiche della fanaleria anteriore e posteriore, nuovi paraurti anteriori e posteriori e una calandra ridisegnata.

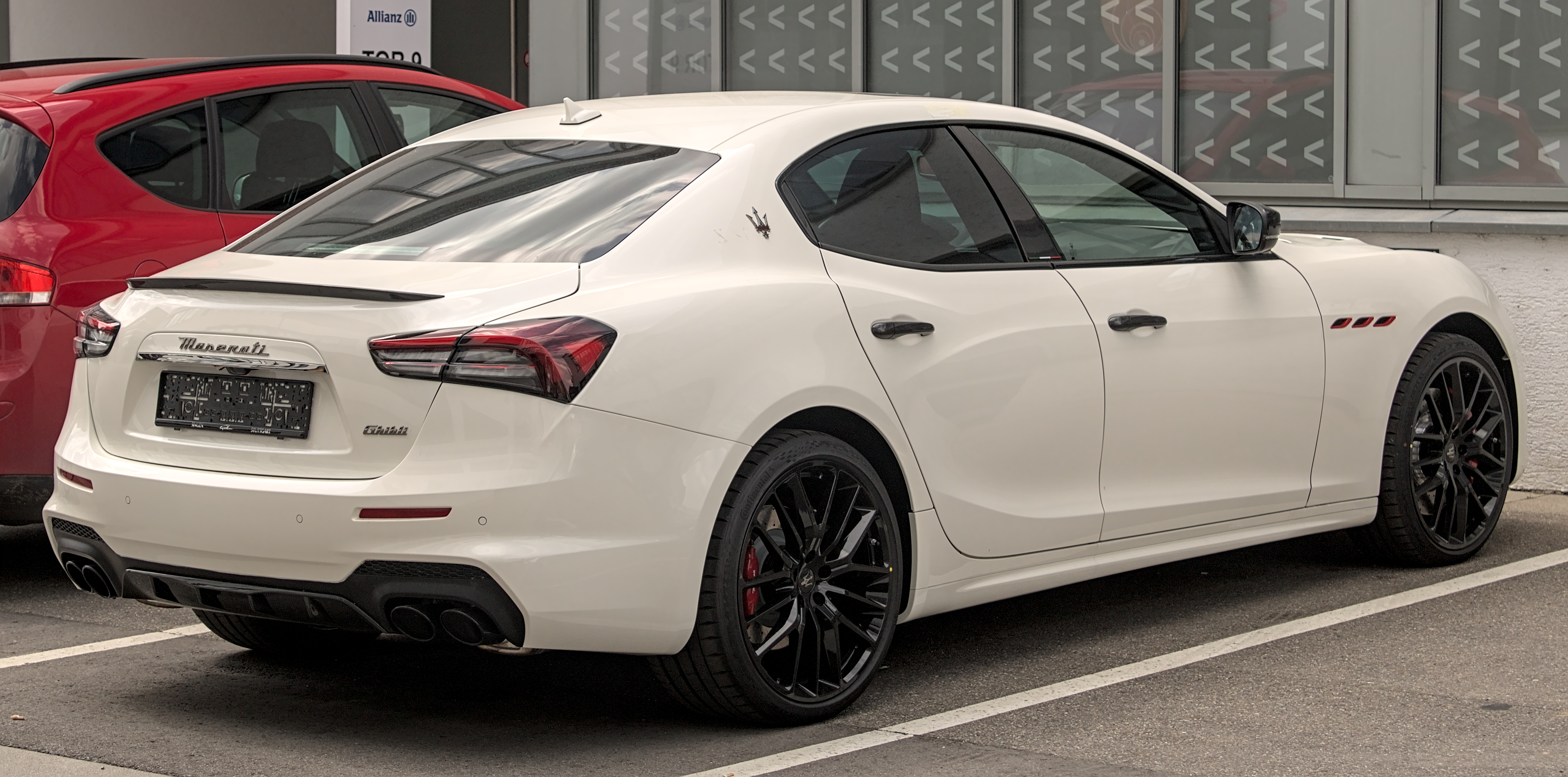
Ghibli Trofeo

Tutti i motori vengono aggiornati per rispettare la normativa Euro 6D-temp. Inoltre debuttano due nuove versioni a benzina: la Hybrid, dotata di motore 2 litri turbo con sistema mild hybrid 48V; ad agosto debutta la Ghibli Trofeo, versione di punta equipaggiata col 3.8 V8 biturbo da 580 CV. Il motore a benzina a 4 cilindri turbo da 2.0 litri, integra un compressore elettrico da 48 volt definito "e-Booster" che viene alimentato attraverso una batteria secondaria. La batteria è montata nella parte posteriore dell'auto sotto il vano bagagli, per migliorare la distribuzione dei pesi. La versione ibrida pesa circa 80 kg in meno rispetto alla versione Diesel, che per l'occasione viene rimossa dai listini. In questa configurazione l'auto ha una potenza massima di 330 cavalli e una coppia di 450 Nm erogati a 1500 giri/min, con una velocità massima di 255 km/h e un'accelerazione da 0 a 100 km/h in 5,7 secondi. A fine ottobre 2021 la produzione viene spostata dallo stabilimento di Grugliasco a quello di Mirafiori, nell'ambito di una razionalizzazione e riorganizzazione degli impianti produttivi del gruppo Stellantis.

## Motorizzazioni
| Versione          | Motore | Cilindrata cm³ | Alimentazione | Potenza kW (CV)/rpm | Coppia Nm/rpm | Cambio/ Nº rapporti        | Freni (ant./post.) | Massa a vuoto (kg) | Velocità massima km/h | Acceler. 0–100 km/h | Consumo (l/100 km) | Emissioni CO2 (g/km) | Anni di produzione |
| ----------------- | ------ | -------------- | ------------- | ------------------- | ------------- | -------------------------- | ------------------ | ------------------ | --------------------- | ------------------- | ------------------ | -------------------- | ------------------ |
| Ghibli            | V6     | 2979           | Benzina       | 243 (330)/5000      | 500/4500      | Automatico sequenziale / 8 | D/D                | 1810               | 263                   | 5,6                 | 9,6                | 223                  | 2013-2016          |
| Ghibli            | V6     | 2979           | Benzina       | 257 (350)/5500      | 500           | Automatico sequenziale / 8 | D/D                | 1810               | 267                   | 5,5                 |                    |                      | dal 2017           |
| Ghibli S          | V6     | 2979           | Benzina       | 301 (410)/5500      | 550/4500      | Automatico sequenziale / 8 | D/D                | 1810               | 285                   | 5,0                 | 10,4               | 242                  | 2013-2018          |
| Ghibli S          | V6     | 2979           | Benzina       | 316 (430)/5500      | 580           | Automatico sequenziale / 8 | D/D                | 1810               | 286                   | 4,9                 |                    |                      | dal 2018           |
| Ghibli S Q4       | V6     | 2979           | Benzina       | 301 (410)/5500      | 550/4500      | Automatico sequenziale / 8 | D/D                | 1870               | 284                   | 4,8                 | 10,5               | 246                  | 2013-2018          |
| Ghibli S Q4       | V6     | 2979           | Benzina       | 316 (430)/5500      | 580           | Automatico sequenziale / 8 | D/D                | 1870               | 286                   | 4,7                 |                    |                      | dal 2018           |
| Ghibli Diesel 250 | V6     | 2987           | Diesel        | 184 (250)/4000      | 570/2000      | Automatico sequenziale / 8 | D/D                | 1835               | 240                   | 6,7                 | <6                 | 158                  | dal debutto        |
| Ghibli Diesel     | V6     | 2987           | Diesel        | 202 (275)/4000      | 570/2000      | Automatico sequenziale / 8 | D/D                | 1835               | 250                   | 6,3                 | <6                 | 158                  | dal debutto        |
| Ghibli Trofeo     | V8     | 3799           | Benzina       | 426 (580)/6750      | 730/2250      | Automatico sequenziale / 8 | D/D                |                    | 326                   | 4,3                 |                    |                      | dal 2021           |